# 13840 Wayneanderson
A 13840 Wayneanderson (ideiglenes jelöléssel 1999 XW31) a Naprendszer kisbolygóövében található aszteroida. A LINEAR projekt keretében fedezték fel 1999. december 6-án.